# 阔马酸
阔马酸（英語：Coumalic acid）是一种分子式为C6H4O4的吡喃酮类环状化合物，熔点为210 °C，在自然界的主要分布为禾本科植物的茎。
在实验室中，阔马酸可由苹果酸在发烟硫酸中发生自缩合反应得到: